# Cerkiew św. Michała Archanioła w Pielgrzymce
Cerkiew św. Michała Archanioła – dawna cerkiew greckokatolicka, zbudowana w latach 1870–1872, znajdująca się w Pielgrzymce.
Od 1960 prawosławna cerkiew parafialna. Należy do dekanatu Sanok diecezji przemysko-gorlickiej Polskiego Autokefalicznego Kościoła Prawosławnego.
Włączona do podkarpackiego Szlaku Architektury Drewnianej.

## Historia
Pierwsza wzmianka o cerkwi w Pielgrzymce pochodzi z 1581. Obecna wzniesiona została jako cerkiew greckokatolicka pod wezwaniem św. Michała Archanioła w latach 1870–1872 z fundacji ówczesnego właściciela wsi Henryka barona Wilczka Guttenlanda pod nadzorem Dionizego Małyniaka z Kamiannej. Paweł i Jan Bogdańscy z Dobromila wykonali: w 1877 polichromię, a w 1887 ikonostas. W latach 1923–1924 zmieniono poszycia gontowe dachu na blaszane. Do czasu wysiedleń w ramach Akcji „Wisła” (1947) cerkiew służyła grekokatolikom. Przez następne 13 lat obiekt pozostawał nieużytkowany pozostawiony bez opieki. W 1960, w związku z utworzeniem parafii prawosławnej w Pielgrzymce, świątynię przekazano w użytkowanie, a na początku XXI wieku na wyłączną własność Polskiemu Autokefalicznemu Kościołowi Prawosławnemu. Remont budowli przeprowadzono w latach 1971–1972. Prace konserwatorskie w latach 2004–2009 obejmowały ikonostas, nastawę ołtarzową, obrazy oraz polichromię chóru i babińca.
Uroczystość patronalna obchodzona jest 21 listopada (tj. 8 listopada według starego stylu).

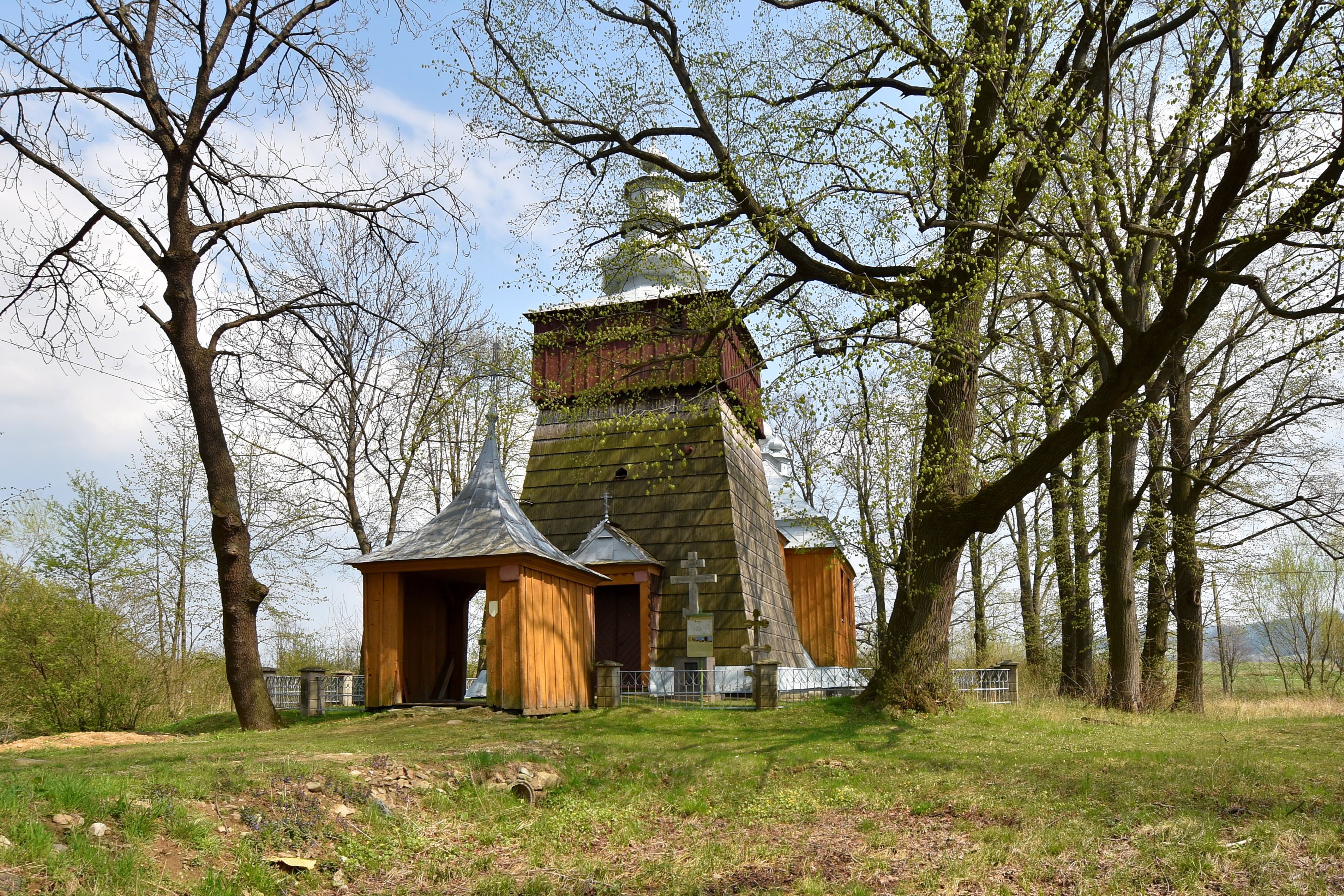
Elewacja zachodnia
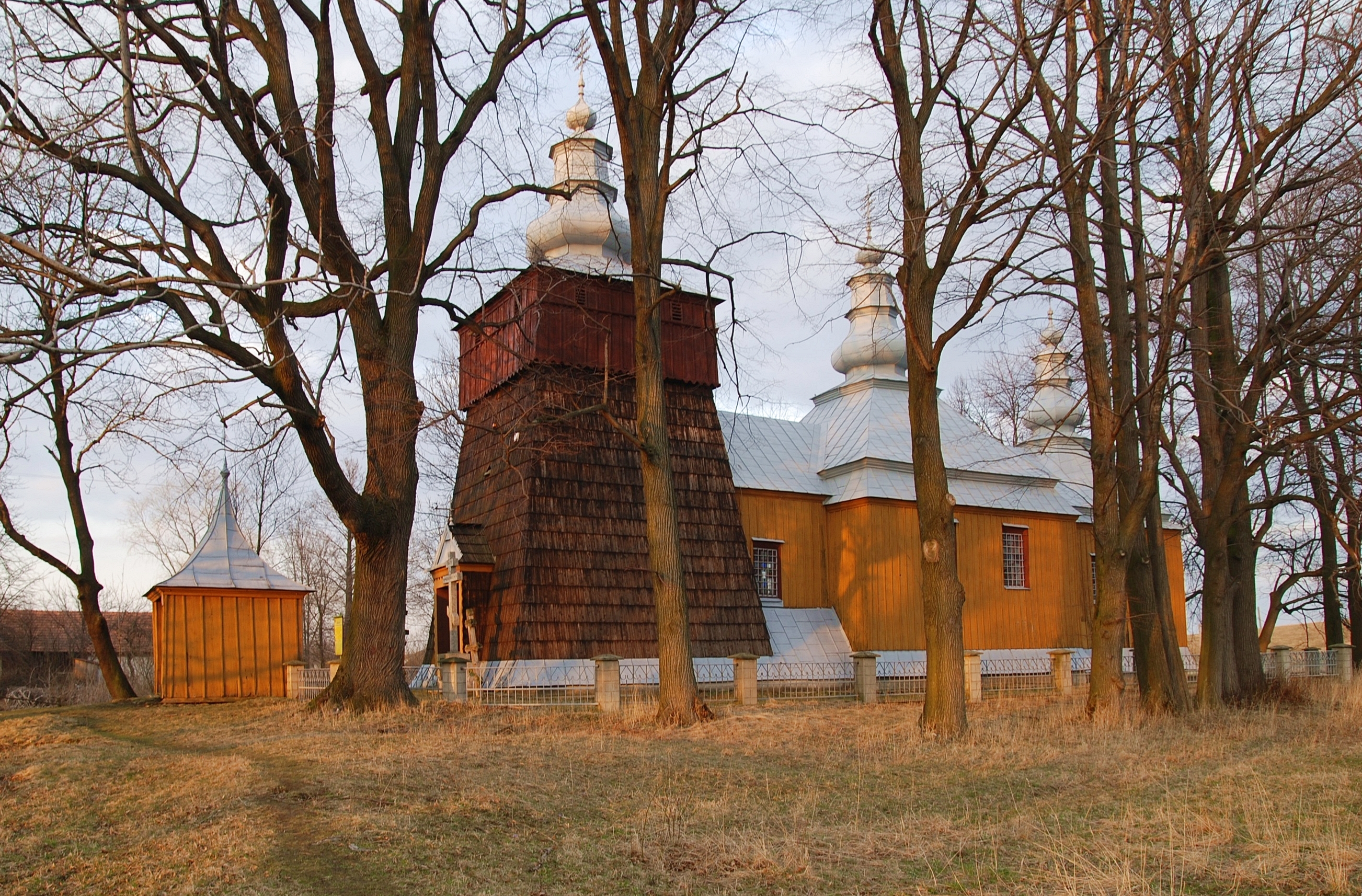
Widok od strony poł.-zachodniej
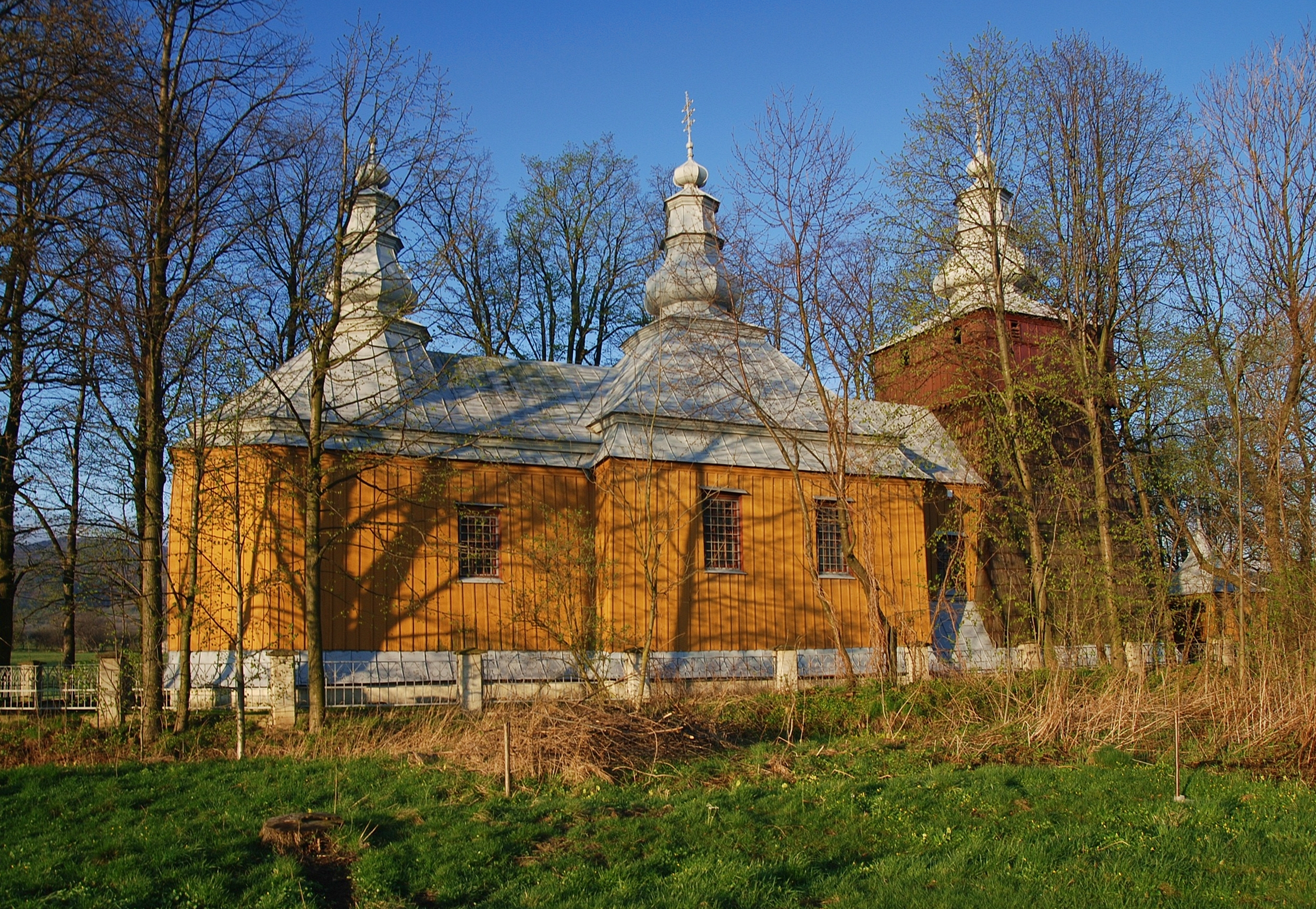
Elewacja północna

## Architektura i wyposażenie
Budowla drewniana, oszalowana, orientowana, trójdzielna (babiniec, nawa, prezbiterium), z kruchtą. Nad babińcem wieża konstrukcji słupowo-ramowej z baniastym hełmem i dwoma małymi dzwonami z 1601 r. Szeroka nawa, prezbiterium zamknięte trójbocznie. Dachy cerkwi (namiotowy nad nawą i dwuspadowy nad prezbiterium) z baniastymi hełmami, pokryte blachą.
Wnętrze obszerne, nakryte stropami płaskimi. Ściany i sufit pokryte polichromią figuralną i ornamentalną. Między nawą a prezbiterium czterorzędowy, rzeźbiony, pozłacany ikonostas. Niektóre ikony pochodzą z poprzedniej cerkwi w Pielgrzymce; jedną z nich napisano prawdopodobnie już w XVI wieku. W ołtarzu bocznym cudowna ikona Matki Bożej w typie Hodegetri z połowy XVII wieku. Chór muzyczny nadwieszony. W cerkwi znajduje się także Grób Pański, wykonany w 1684 (pochodzący z poprzedniej świątyni).

## Otoczenie cerkwi
Na zewnątrz, przy wejściu do cerkwi znajdują się dwa krzyże (z 1927 – pamiątka misji i z 1938 – upamiętniający 950-lecie chrztu Rusi). Ogrodzenie oraz bramę wykonano w 1870. W 1966 w pobliżu świątyni wzniesiono plebanię.
Cerkiew wraz z ogrodzeniem i bramą wpisano do rejestru zabytków 31 stycznia 1985 pod nr A-74.

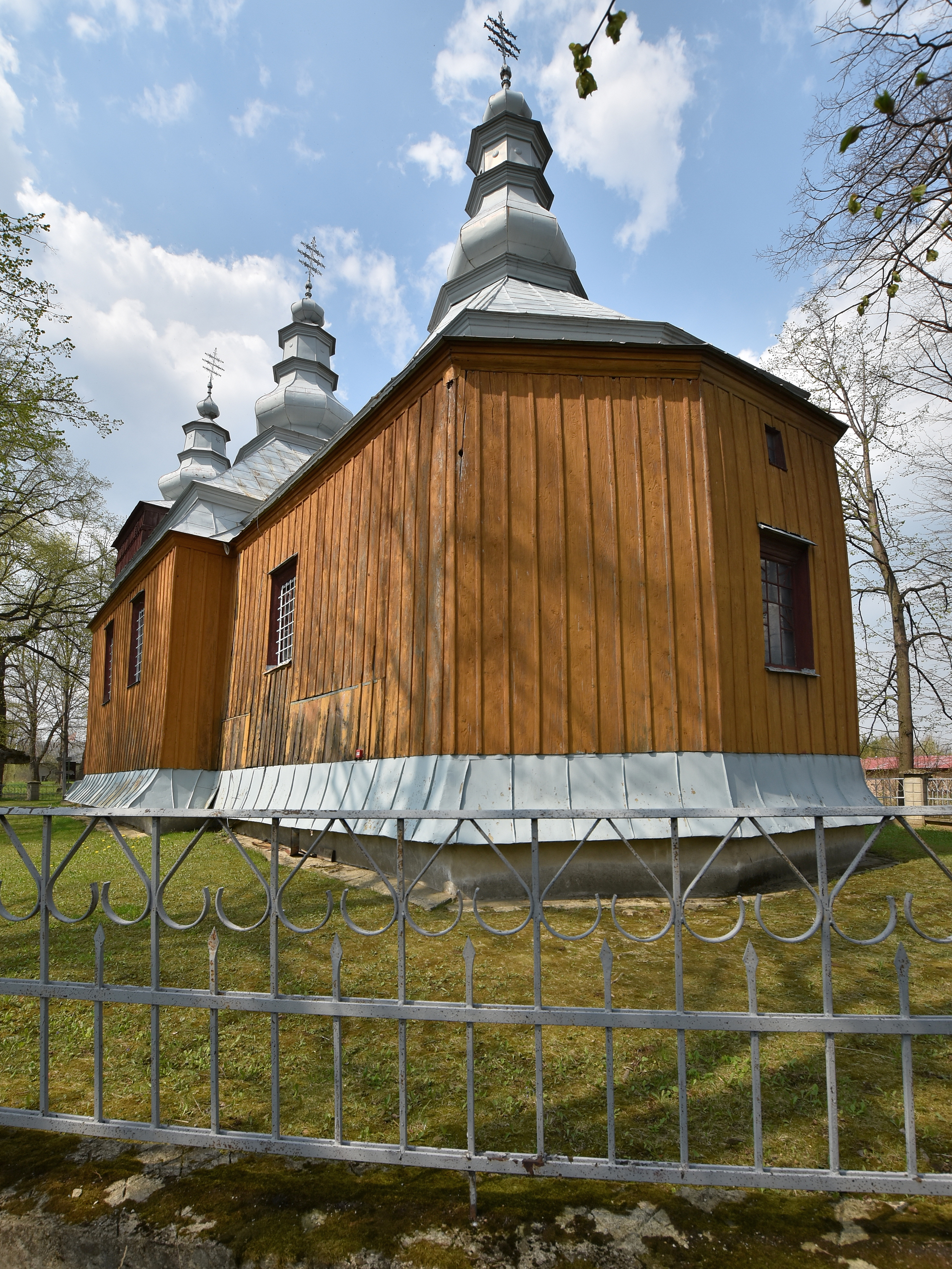
Elewacja wschodnia
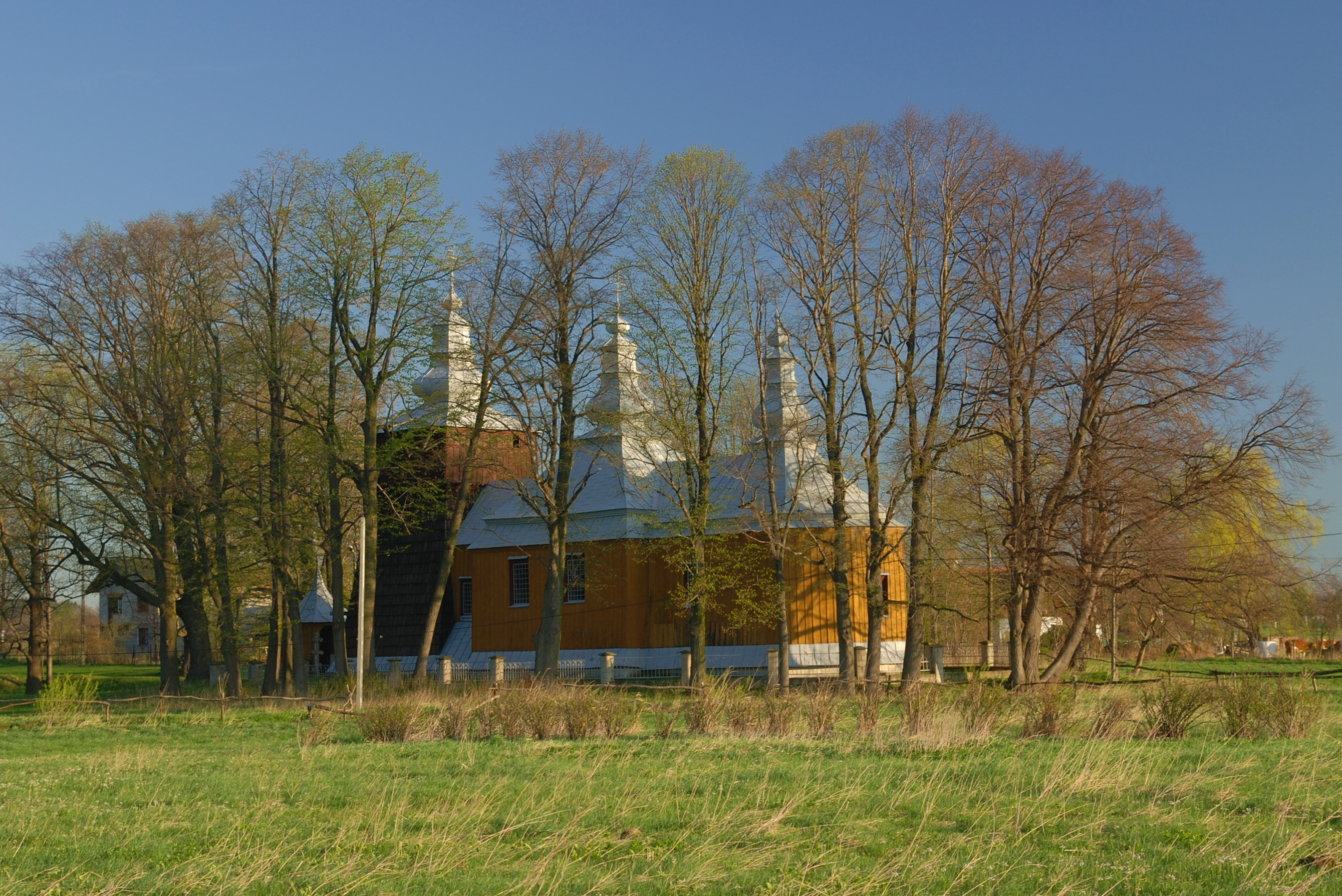
Widok ogólny od południa
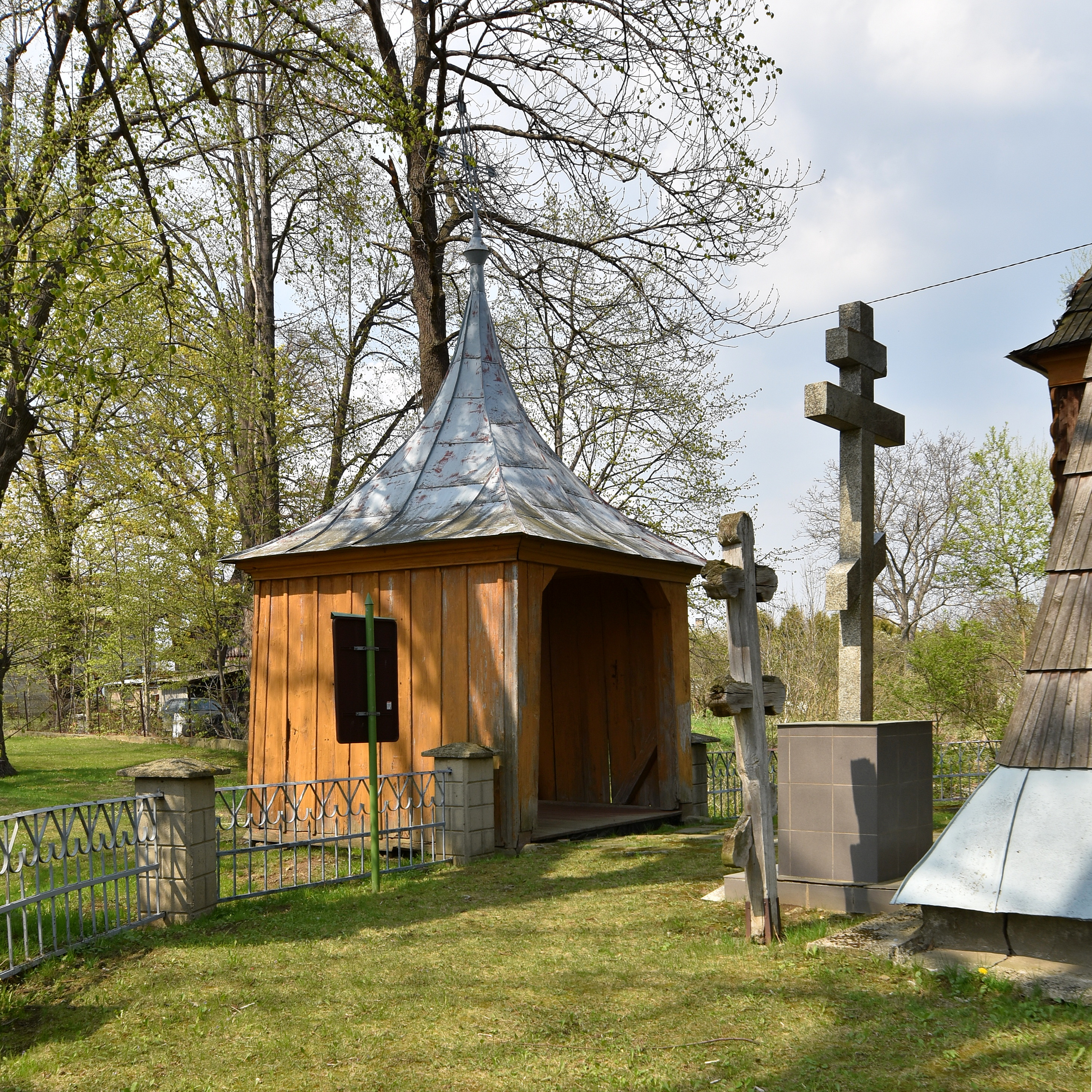
Wejście